# El Calvario (Ribera)
El Calvario, también conocida como La Expiración de Cristo es un lienzo del pintor español José de Ribera (1591-1652), que se encuentra expuesto en la Colegiata de Osuna. Fue una de sus primeras obras dentro de su producción pictórica. Pertenece a la escuela española del siglo XVII. Según Gabriele Finaldi, director de la National Gallery, la obra constituye la pintura mayor y más ambiciosa del pintor en la década de 1610.

## Historia
José de Ribera pintó el El Calvario alrededor de 1618, en Nápoles, adonde había llegado en 1616, desde Roma. Fue un encargo del entonces virrey de Nápoles (1616-1620), Pedro Téllez-Girón y Velasco, III duque de Osuna. 
Antes de 1627, se sabe que Catalina Enríquez de Ribera, viuda del duque de Osuna, llevó a la Colegiata de Osuna desde Italia cinco cuadros de Ribera, para que se colocaran en su altar mayor, que no contaba con retablo en aquella fecha. En 1721, con motivo del comienzo de las obras de renovación de la cabecera de la iglesia el lienzo fue trasladado dentro de la Colegiata. Cuando un año después se finalizó el nuevo retablo mayor, el lienzo fue traslado a la Capilla de Santa Ana, tras comprobarse que el cuadro no cabía en el retablo realizado. Tras pasar también por la capilla de Ánimas, fue finalmente instalado definitivamente en la capilla de la Virgen de la Antigua, donde permanece actualmente.
Según las afirmaciones del viajero romántico inglés Richard Ford, durante la Guerra de la Independencia, el cuadro fue muy maltratado siriviendo de blanco a los fusileros franceses.
En 1851, los duques de Osuna perdieron el patronato de la Colegiata y el conjunto de bienes muebles e inmuebles de la misma pasó al Arzobispado de Sevilla, que encomendó la tutela al Patronato de Arte de Osuna.

## Descripción
El cuadro que constituye una de las primeras obras de importancia de Ribera, ofrece una composición y recursos pictóricos claramente barrocos que acusan fórmulas tenebristas y naturalistas de gran calidad.
Representa el momento previo a la muerte de Cristo, que se manifiesta en el cuerpo contorsionado, el rostro tomando el último aliento y  mirando al cielo. Los otros personajes que aparecen en la composición de derecha a izquierda son María Magdalena, arrodillada y abrazada a la cruz, San Juan evangelista, María la madre de Cristo, que dirige su mirada al infinito y otra mujer de la que solo se percibe una parte de su rostro que podría ser María de Cleofás. En un segundo plano, apenas apreciable, como oculta en la tiniebla, se encuentra una silueta que se puede identificar con otra mujer.
Como modelos de influencia para pintar este cuadro destacan Guido Reni, cuya Crucifixión (1616) influyó en Ribera, mientras que la figura de Cristo supone una reelaboración en clave naturalista de la que realizó Miguel Ángel hacia 1541 para Vittoria Colonna.